# Bosque montano y tundra de los Urales
El bosque montano y tundra de los Urales es una ecorregión de la ecozona paleártica, definida por WWF, que se extiende por los montes Urales.

## Descripción
Es una ecorregión de tundra y bosque boreal montano de coníferas (taiga) que ocupa 174.600 kilómetros cuadrados en los Urales, en Rusia.